# Allothyriopsis landolphiae
Allothyriopsis landolphiae är en svampart som beskrevs av Bat., Cif. & H. Maia 1959. Allothyriopsis landolphiae ingår i släktet Allothyriopsis, divisionen sporsäcksvampar och riket svampar.   Inga underarter finns listade i Catalogue of Life.